# 조광섭
조광섭(趙光燮, 1901년 ~ 1971년 5월 4일)은 대한민국의 국회의원이었다.

## 생애

### 학력
- 만주국 건국대학교 정치경제학과 학사

### 약력
- 1948년 5월 10일 : 제헌 국회의원(영동포구) 낙선
- 대한노동총연맹 서울 영등포위원장
- 제2대 국회의원(영등포갑)대한노동총연맹

## 역대 선거 결과
|  | 23.43% |

|  | 32.75% |

|  | 10.23% |

|  | 3.67% |

|  | 4.52% |